# Staurastrum messikommeri
Staurastrum messikommeri là một loài Song tinh tảo trong họ Desmidiaceae, thuộc chi Staurastrum.